# Romeins theater van Catania

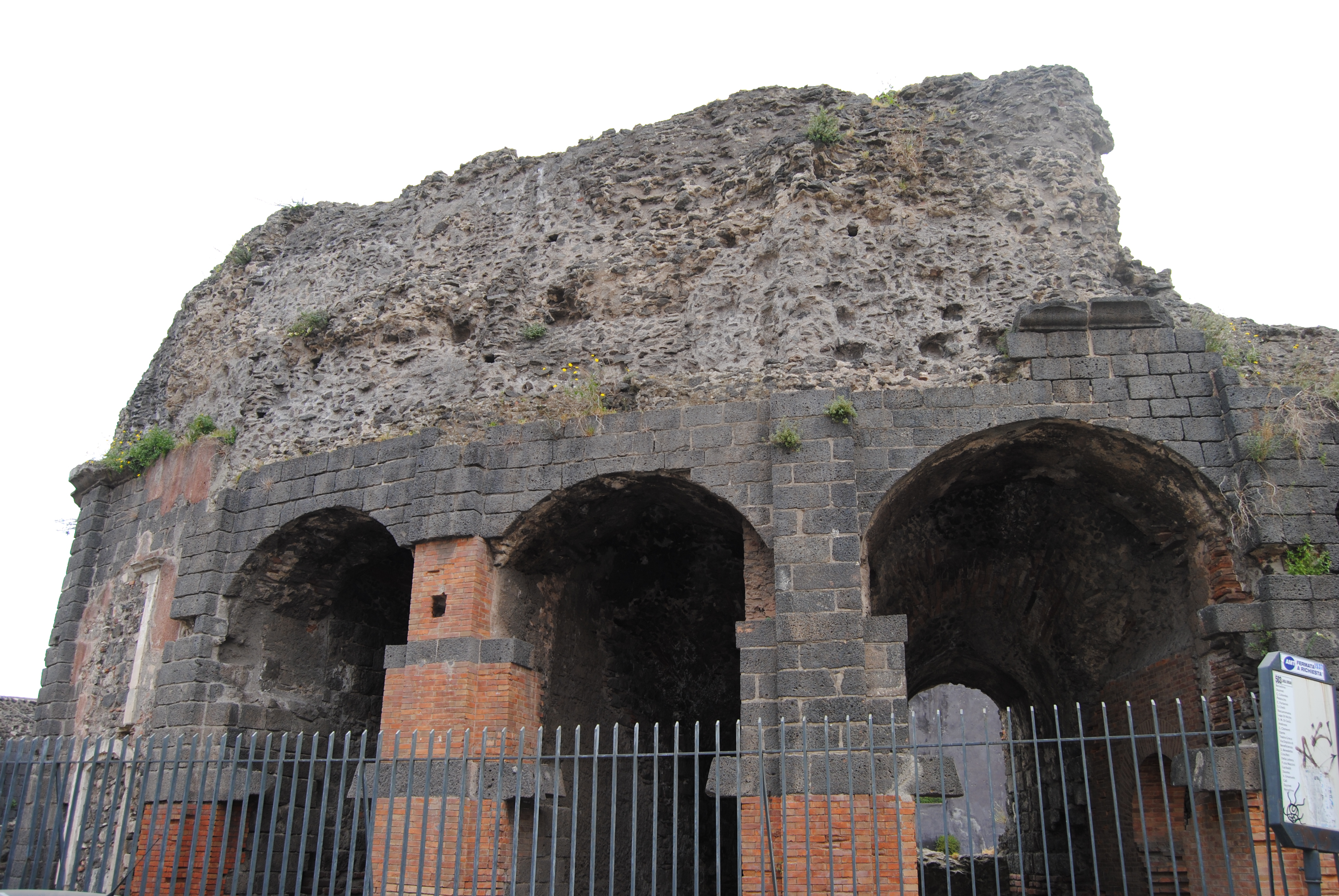
Het Odeion van Catania

Het Romeinse theater van Catania (Italiaans: Teatro romano di Catania) is gelegen aan de Via Vittorio Emanuele, in het stadscentrum van de Siciliaanse stad Catania.
Archeologisch onderzoek heeft aangetoond dat het Romeinse theater is gebouwd 2e eeuw n.Chr. Men vermoedt dat op deze plaats eerste een Grieks theater heeft gestaan, maar de huidige overblijfselen dateren allemaal uit de Romeinse tijd. Het theater is gebouwd met lavasteen van de Etna en had een marmeren bekleding die in de 11e eeuw n.Chr. werd weggehaald in opdracht van graaf Rogier I om gebruikt te worden voor de kathedraal van Catania.
Sinds de middeleeuwen was het theater bebouwd met allerlei huizen en winkels, waardoor het bouwwerk niet zichtbaar was. Halverwege de 20e eeuw werd het merendeel van de huizen op het theater afgebroken en sindsdien zijn er allerlei opgravingen geweest en is het opengesteld voor het publiek.
De cavea, de halfronde tribune, heeft een doorsnede van 98 meter en bood plaats aan 7.000 toeschouwers. Onder de tribune bevindt zich nog het originele gangenstelsel vanuit welke de zitplaatsen te bereiken waren. Aan de voet van de cavea bevindt zich de orchestra, de halve cirkel voor het podium met een doorsnede van 22 meter.

## Odeion
Het Odeion van Catania is gevestigd ten noordwesten van het Romeinse theater en is bereikbaar vanuit de bovenste tribunes van het theater.
Het halfronde gebouw had een capaciteit van 1.500 toeschouwers. Naast muzikale optredens en dans werd het waarschijnlijk gebruikt voor het oefenen van de voorstellingen die werden gehouden in het nabijgelegen theater.